# 大阪建設専門学校

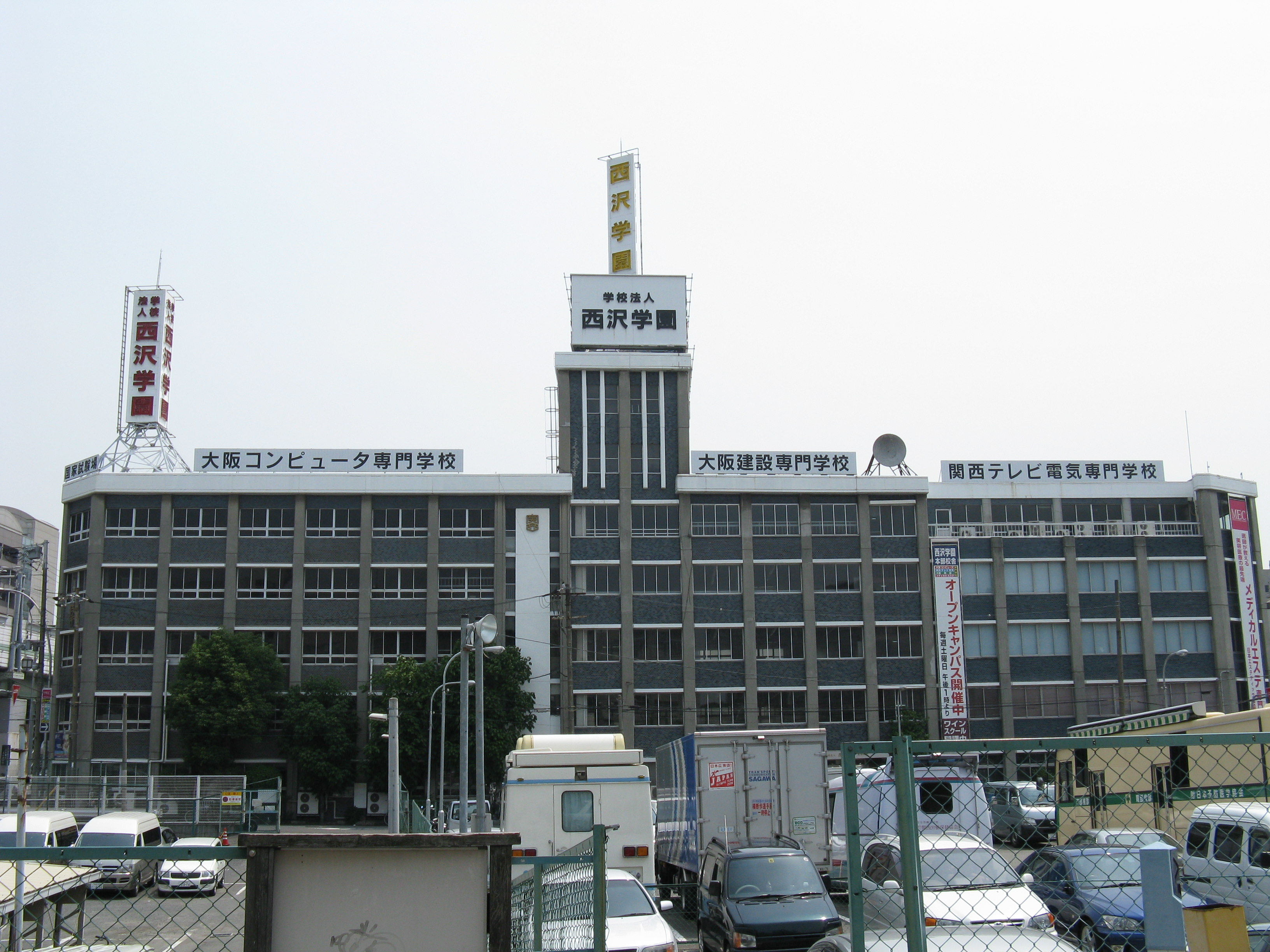
大阪建設専門学校

大阪建設専門学校（おおさかけんせつせんもんがっこう）は、大阪市にある建設業関連の人材を育成する専修学校。学校法人西沢学園が運営。

## 所在地
- 大阪市北区南扇町3

## 沿革
- 1945年 - 創立

## 関連校
- 関西テレビ電気専門学校
- 大阪コンピュータ専門学校
- メディカルエステ専門学校

## 設置学科
- バイオエコロジ科 昼間部 2年制
- 建築学科I 昼間部 1年制
- 建築学科II 昼間部 2年制
- 建築学科 夜間部 2年制
- ビオトープ科 昼間部 2年制